# Близки острови
Близките острови (на английски: Near Islands; на руски: Ближние острова) са крайната западна група острови от Алеутския архипелаг, разположени между Тихия океан на юг и Берингово море на север, съставна част на американския щат Аляска. На 120 km на изток е остров Булдир от групата на Плъховите острови, а на 340 km на запад е остров Медни от руските Командорски острови. Групата се състои от 2 по-големи острова – Ату (893 km²) и Агату (222 km²) и островите Семиди (26 km²), включващи малките островчета Алаид, Нисък и Шемя. Общата площ на Близките острови е 1144 km². Бреговете на островите са силно разчленени, предимно високи и стръмни, а релефът– нископланински с максимална височина 953 m (на остров Ату). През 2000 г. в единственото селище на остров Ату живеят 47 души. Групата на Близките острови е открита през 1745 г. от руския ловец на морски животни с ценни кожи Михаил Неводчиков и са наименувани от него така, защото са най-близо до руския полуостров Камчатка.
На остров Ату се намира най-западната извънконтинентална точка на САЩ и на Северна Америка – нос Врангел (52°55′15″ с. ш. 172°26′42″ и. д. / 52.920833° с. ш. 172.445° и. д.)